# 1232
Évszázadok: 12. század – 13. század – 14. század
Évtizedek: 1180-as évek – 1190-es évek – 1200-as évek – 1210-es évek – 1220-as évek – 1230-as évek – 1240-es évek – 1250-es évek – 1260-as évek – 1270-es évek – 1280-as évek
Évek: 1227 – 1228 – 1229 – 1230 –  1231 – 1232 – 1233 – 1234 – 1235 – 1236 – 1237

## Események

### Határozott dátumú események
- február 29. – Róbert esztergomi érsek kiátkozza Magyarországot, majd később a király közbenjárására feloldja az átkot.[1]
- május 30. – IX. Gergely pápa szentté avatja Páduai Szent Antalt.[2]

### Határozatlan dátumú események
- július – IX. Gergely pápa legátusként Jakab praenestei püspököt küldi az országba, hogy a királlyal az egyházi jogok visszaállításáról tárgyaljon.[1]
- az év folyamán –
  - IX. Gergely pápa a római lázadás miatt Anagniba vonul vissza.
  - II. András kiadja a kehidai oklevelet a Zala megyei szervienseknek, ezzel elindítva a nemesi vármegye kiépülését.[3]
  - Bélapátfalván cisztercita apátságot alapítanak.[4]

## Születések
- Manfréd szicíliai király († 1266)

## Európai időjárás
Májustól októberig aszály Angliában, júniustól augusztusig forróság Közép-Európában.